# Partia Șor
Republikański Ruch Społeczno-Polityczny Równość (rum.: Mișcare Social-Politică Republicană Ravnopravie, w skrócie MR) – mołdawska konserwatywna partia polityczna.

## Ideologia
Ideologia partii opiera się na konserwatyzmie społecznym, mołdawskiej tożsamości i wsparciu dla ustanowienia państwa opiekuńczego. Program partii z 2019 roku wprowadził takie punkty, jak:
- Bezpłatna powszechna opieka zdrowotna;
- Bezpłatna edukacja, w tym szkolnictwo wyższe;
- Zwiększenie rozmiaru i zakresu świadczeń z tytułu niepełnosprawności, świadczeń z tytułu macierzyństwa i emerytur;
- Stworzenie zmodernizowanych rolniczych spółdzielni współpracujących z sektorem prywatnym;
- Aktywna interwencja państwa w sferze infrastruktury, transportu, energii, komunikacji, mieszkalnictwa, farmaceutyków itp.;
- Nacjonalizacja zagranicznych spółek energetycznych;
- Zobowiązanie do przestrzegania prawa i porządku, w tym zarówno przywrócenie kary śmierci dla szczególnie niebezpiecznych przestępców, jak i rozwiązywanie podstawowych problemów społecznych, które mogą powodować przestępstwa;
- Zobowiązanie do niepodległości Mołdawii i neutralności wojskowej.

Program polityczny partii zdaje się wskazywać na prorosyjskie stanowisko w stosunku do polityki zagranicznej, ponieważ pierwsze paragrafy dokumentu dowodzą, że „jakość życia obywateli” była lepsza w Związku Radzieckim, a społeczno-mołdawskie problemy gospodarcze związane są z negatywnymi stosunkami Mołdawii z Federacją Rosyjską.

## Przewodniczący
1. Valerii Klimenco (od 1998 do 2016) – dziennikarz, historyk i mołdawski polityk o rosyjskim pochodzeniu etnicznym urodzony 20 września 1953 roku w rejonie swierdłowskim, RSFS, ZSRR. Od 1997 roku do chwili obecnej jest przewodniczącym Kongresu Wspólnot Rosyjskich w Republice Mołdawii. W latach 1999–2011 był radnym Rady Miejskiej w Kiszyniowie, wybranym z listy Ruchu „Równość”.
2. Ilan Șor (od 2016 do nadal) – biznesmen, burmistrz Orgiejowa.

## Wyniki wyborów
Wybory parlamentarne
| Rok wyborów  | Głosy             | % głosów          | uzyskane mandaty |
| ------------ | ----------------- | ----------------- | ---------------- |
| 2001         | 7 023             | 0,44              | 0/101            |
| 2005         | 44 129            | 2,83              | 0/101            |
| kwicień 2009 | Nie brała udziału | Nie brała udziału | 0/101            |
| lipiec 2009  | Nie brała udziału | Nie brała udziału | 0/101            |
| 2010         | 1 781             | 0,10              | 0/101            |
| 2014         | Nie brała udziału | Nie brała udziału | 0/101            |
| 2019         | 117 779           | 8,32              | 7/101            |